# MPEG program stream

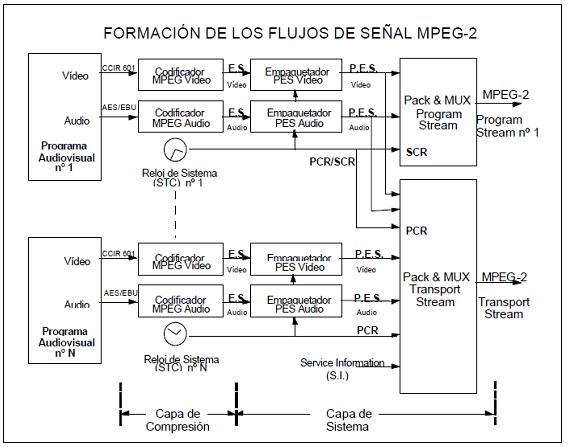
Program Stream and Transport Stream

Program stream (PS ou MPEG-PS) est un conteneur pour le multiplexage audio-vidéo. Son format est spécifié dans la norme MPEG-1 et MPEG-2 Part 1 (norme ISO/CEI 13818-1). Le PS est utilisé par exemple pour le stockage sur DVD. 